# 王尼玛
王尼玛，《暴走漫画》人物、《暴走大事件》主持人，以及相关衍生作品中的角色，最初在深圳、北京、西安等地组建团队和社群，完成相关作品。
“暴走漫画”所属公司对王尼玛在《暴走大事件》及相关节目中的扮演者和现实身份持保密、不公开态度。而《暴走大事件》是由暴走漫画出品的一档网络新闻类脱口秀节目，主持人王尼玛头顶漫画面具，用轻松幽默的语言对热点事件、社会现象进行播报和评论。